# Chiesa di Santa Maria del Buon Aiuto nell'Anfiteatro Castrense

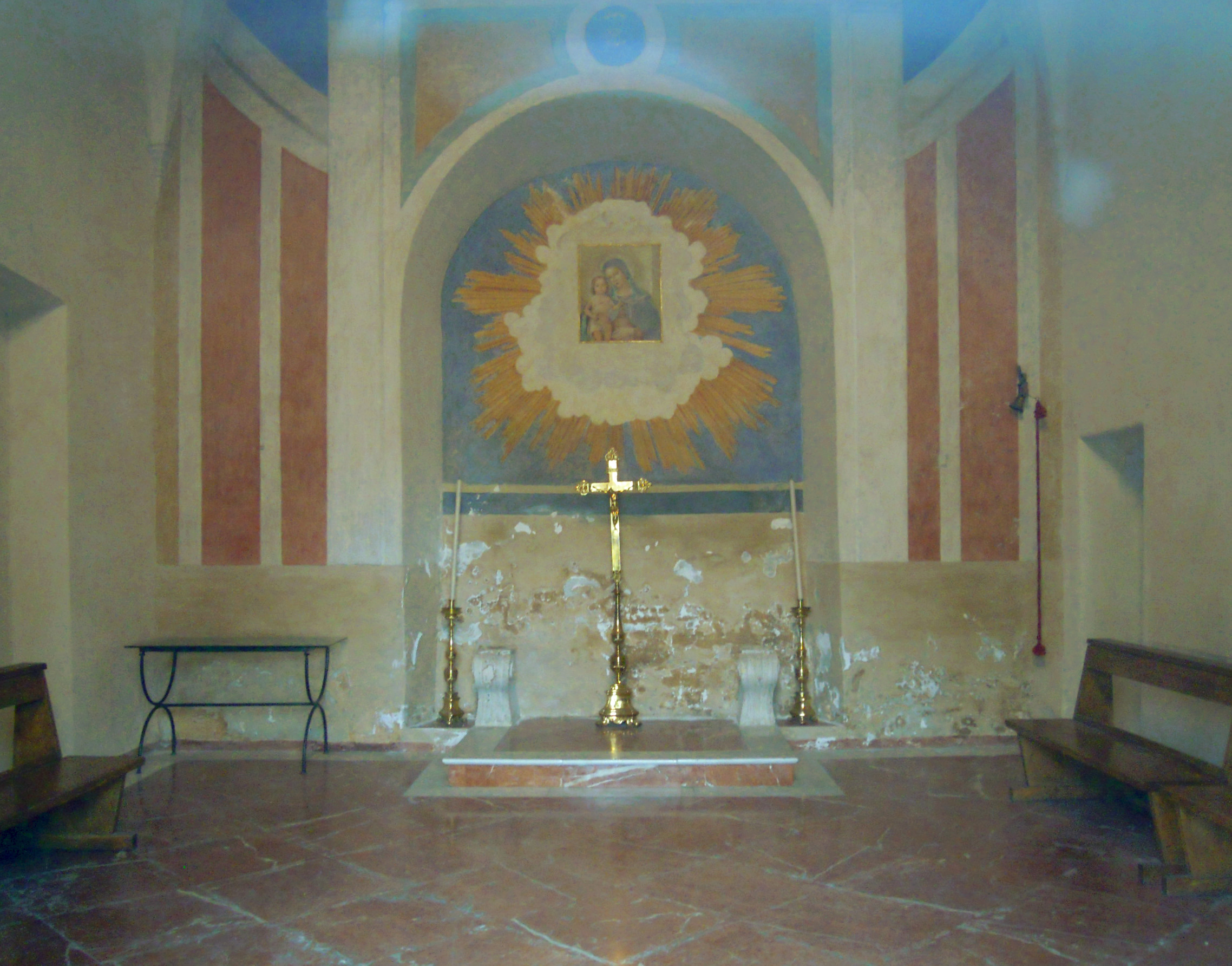
Interno

La chiesa di Santa Maria del Buon Aiuto è un oratorio di Roma, nel rione Esquilino, in piazza Santa Croce in Gerusalemme, addossato alle Mura aureliane e all'Anfiteatro Castrense. Dipende dalla Basilica di Santa Croce in Gerusalemme.
Esso fu eretto dal pontefice Sisto IV nel 1476 come riporta l'iscrizione esistente sopra la porta d'accesso: “Sixtus IV fundavit MCCCCLXXVI”.
Nella chiesetta si venera un'antica immagine di Maria dipinta ad affresco, che in origine si trovava in una edicola presso la Basilica di Santa Croce in Gerusalemme. La tradizione racconta che Sisto IV un giorno trovò rifugio da un furioso temporale sotto quest'edicola ed invocò l'aiuto della Madonna: scampato il pericolo, ordinò che quell'immagine fosse tolta di là e le fosse edificata una chiesa col titolo del Buon Aiuto (o del Soccorso).
L'oratorio si presenta in forme molto semplici: nella facciata si apre una porta con architrave in travertino ed una finestra, coperta da un tetto a capanna e sormontata da un piccolo campanile.
L’interno è a pianta rettangolare con volta a crociera che si sviluppa da semipilastri poligonali recanti capitelli corinzi; sull’altare è l’affresco della Vergine con il Bambino, del 1476, attribuito ad Antoniazzo Romano, in origine nell’edicola presso cui aveva trovato rifugio il papa durante il temporale. Sulla medesima area sorgeva l’antica chiesa di S. Maria de Oblationario, cosiddetta perché mantenuta dalle oblazioni dei fedeli e nota anche col nome di S. Maria de Spazolaria o Spezzellaria, in quanto ogni sera il custode provvedeva a raccogliere, spazzandole, le offerte che venivano lasciate sul pavimento della chiesa; fu demolita da Sisto IV per far posto a S. Maria del Buon Aiuto. L’attuale edificio è stata oggetto di restauri nel 1836 e nel 1880; la sua cura è affidata alla Confraternita di S. Maria del Buon Aiuto, già dipendente dai cistercensi di Santa Croce.